# Praomys verschureni
Praomys verschureni es una especie de roedor de la familia Muridae.

## Distribución geográfica
Se encuentra solo en la República Democrática del Congo.

## Hábitat
Su hábitat natural son: zonas subtropicales o tropicales de baja altitud, bosques.

## Estado de conservación
Se encuentra amenazada de extinción por la pérdida de su hábitat natural.